# Corticaria jaegeri
Corticaria jaegeri là một loài bọ cánh cứng trong họ Latridiidae. Loài này được Reike miêu tả khoa học năm 2006.